# Limnochromini
Limnochromini — триба риб родини цихлових (Cichlidae).

## Поширення
Всі представники триби є ендеміками озера Танганьїка. Ці риби демонструють різноманітну морфологію та поведінку, і до триби належать таксони, які мешкають у піщаних, мулистих та скелястих місцях проживання.

## Опис
Риби мають довжину від 8,5 до 23,5 см і мають витягнуту, лише трохи високу спинку, але боки чітко сплощені. Морда загострена, ротовий отвір кінцевий. Спинний плавець довгий, тазові плавці витягнуті, хвостовий плавець зазвичай тупий. Забарвлення, як правило, однорідне сіре, бежеве або коричневе, лише з декількома контрастними візерунками.

## Спосіб життя
Риби харчуються безхребетними, яких вони ловлять у відкритій воді або фільтрують з бруду та піску. Всі види є моногамними та обидва батьки беруть участь у догляді за розплодом. Кладки порівняно великі і можуть містити до 250 яєць.

## Класифікація
Роди:
- Baileychromis Poll, 1986
- Gnathochromis Poll, 1981
- Limnochromis Regan, 1920
- Reganochromis Whitley, 1929
- Tangachromis Poll 1981
- Triglachromis Poll & Thys van den Audenaerde, 1974